# Libiąż
Libiąż este un oraș în județul Chrzanów, Voievodatul Polonia Mică, cu o populație de 17.425 locuitori (2010) în sudul Poloniei.

## Orașe înfrățite cu Libiąż
- Rouvroy, Pas-de-Calais -  Franța
- Corciano -  Italia